# سیارک ۳۸۵۸
سیارک ۳۸۵۸ (به انگلیسی: 3858 Dorchester، نامگذاری:1986TG) سه هزار و هشتصد و پنجاه و هشتمین سیارک کشف شده‌است که در ۳ اکتبر ۱۹۸۶ کشف شد.
قدر مطلق سیارک برابر ۱۳٫۷۰ است.